# Institut für Qualitätsentwicklung

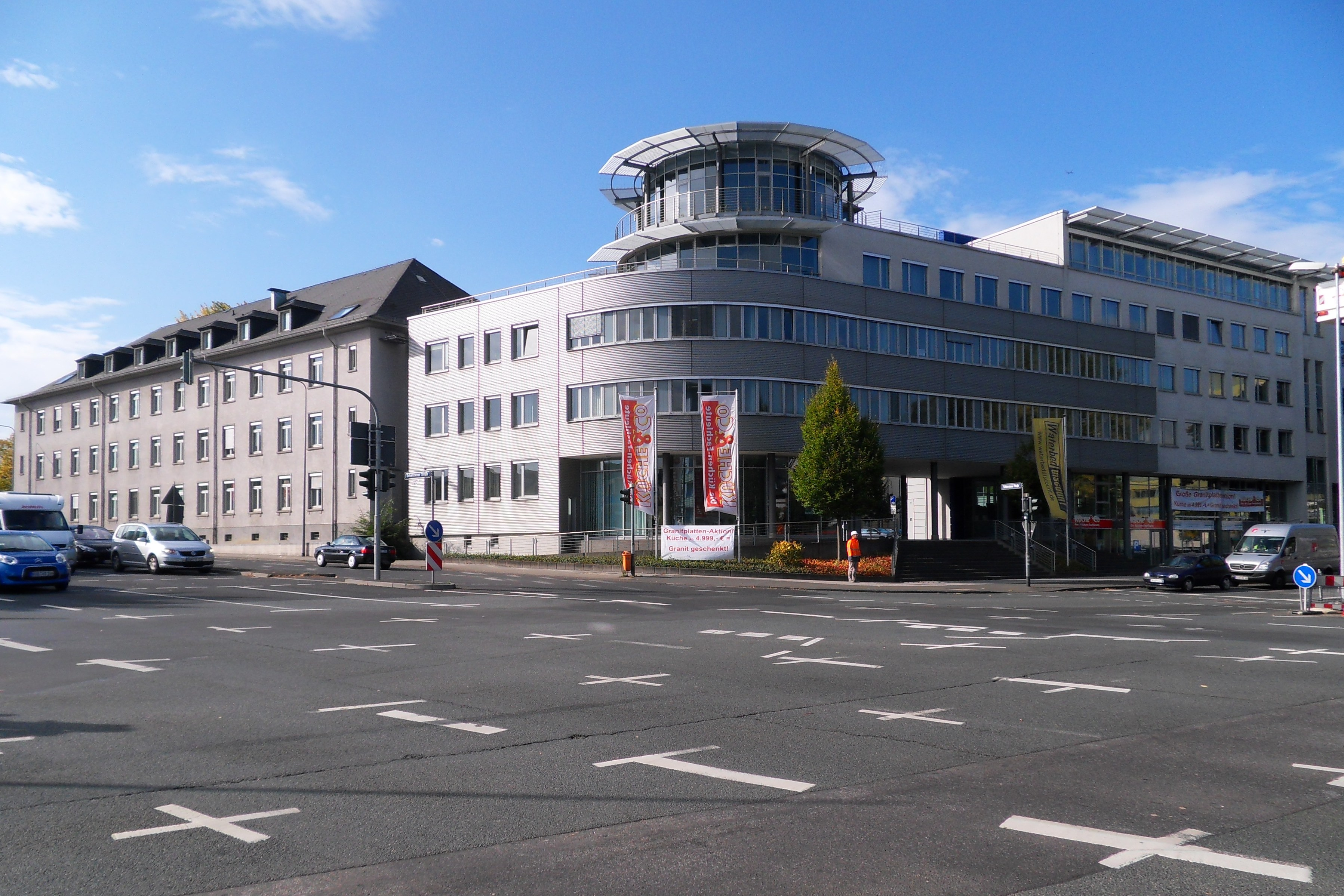
Sitz des Instituts für Qualitätsentwicklung im Europahaus in Wiesbaden

Das Institut für Qualitätsentwicklung (IQ) war eine Einrichtung des Landes Hessen zur Begutachtung und Überprüfung der Qualität hessischer Bildungseinrichtungen mit Sitz in Wiesbaden. Die Einrichtung ist zum 1. Januar 2013 im "Landesschulamt und Lehrkräfteakademie" aufgegangen; die Aufgaben werden vom Landesschulamt fortgeführt.

## Auftrag
Die Organisation wurde am 1. Januar 2005 gegründet und war eine dem Kultusministerium nachgeordnete Behörde. Direktor war der Pädagoge Bernd Schreier. Insgesamt arbeiteten rund 160  Mitarbeiter für das Institut.

## Organisation und Aufbau
Das Institut für Qualitätsentwicklung untergliederte sich in drei Abteilungen:
- Abteilung I Externe Evaluation: Schulinspektion

Abteilung I war mit der Konzeption, Durchführung und Evaluation der Schulinspektion in Hessen betraut. Grundlage für die Inspektionen bildete der Hessische Referenzrahmen Schulqualität (HRS).  
- Abteilung II Bildungsstandards, Curricula und Lernstandserhebungen

Die Hauptaufgabe von Abteilung II bestand in der Konzeption und Weiterentwicklung von Bildungsstandards und des hessischen Kerncurriculums sowie in der Durchführung und Koordination der zentralen Abschlussprüfungen an Haupt- und Realschulen und dem Zentralabitur. Gleichzeitig führte sie Lernstandserhebungen durch.
- Abteilung III Wissenschaftliche Grundsatzabteilung: Empirische Analysen zur Schulentwicklung

Im Fokus der Arbeit von Abteilung III standen Fragestellungen und Forschungsthemen zur Schul- und Unterrichtsentwicklung, zur Schulqualität und zur Bildungssteuerung sowie Maßnahmen der externen und internen Qualitätssicherung (Evaluation). Ursprünglich umfasste diese Abteilung auch die Akkreditierung von Fortbildungsangeboten und -anbietern, die Durchführung von Wirksamkeitsuntersuchungen und Schulentwicklungsvorhaben (Modellprojekte). Die Akkreditierung wurde schon zu Zeiten des IQ an das Amt für Lehrerbildung (AfL) überführt, der Bereich Modellprojekte geschlossen.